# السوائل (النادرة)

تعديل مصدري - تعديل

السوائل محلة تابعة لقرية الشرقة، التابعة لعزلة العارضة بمديرية النادرة إحدى مديريات محافظة إب في الجمهورية اليمنية، بلغ تعداد سكانها 100 حسب تعداد اليمن لعام 2004.